# Кабулова, Саодат Кабуловна
Саода́т Кабу́ловна Кабу́лова (узб. Saodat Qobulova; 15 декабря 1925, Маргилан, Узбекская ССР, СССР – 12 октября 2007, Ташкент, Узбекистан) — советская, узбекская оперная певица (сопрано), актриса, музыкальный педагог. Народная артистка СССР (1959).

## Биография
Саодат Кабулова родилась 15 декабря 1925 года в Маргилане (Узбекистан).
Отец Кабул Ходжаев работал парикмахером, играл на дутаре, трубе в духовом народном оркестре Хамзы Хаким-заде Ниязи. Как враг народа был осужден на пять лет лагерей. Мать Сабохат также хорошо играла на дутаре.
Творческую жизнь на сцене начала в 1939 году в театре Маргелана.
С 1941 по 1948 год — актриса Узбекского театра музыкальной драмы и комедии им. Мукими (ныне Государственный музыкальный театр имени Мукими) в Ташкенте.
В 1948—1954 годах обучалась в узбекской оперной студии в Московской консерватории у К. И. Васьковой, затем у Д. Б. Белявской). В 1969 году окончила Ташкентскую государственную консерваторию (ныне — Государственная консерватория Узбекистана).
С 1954 по 1986 год — солистка Государственного театра оперы и балета им. А. Навои (ныне Большой театр имени Алишера Навои) в Ташкенте. Выступала как в классическом репертуаре, так и в национальных узбекских операх.
В концертах исполняла узбекские народные песни, вокальные части макомов, романсы, произведения как узбекских композиторов, так и композиторов других стран.
Гастролировала по городам СССР и за рубежом (Индия, Бирма, Афганистан, Таиланд, Камбоджа, ГДР, Болгария, Польша, Канада, Монголия).
С 1969 года преподавала в Ташкентской консерватории (с 1986 — профессор, в 1988—1997 — заведующая кафедрой академического пения).
Саодат Кабулова умерла 12 октября 2007 года в Ташкенте. Похоронена на Чигатайском кладбище.

### Семья
- Муж (1950—2007) — Холходжа Тухтасынов
- Дочери — Гульнара и Нодра.

## Награды и звания
- 1-я премия на 6-м Всемирном фестивале молодёжи и студентов в Москве (1957)
- Заслуженная артистка Узбекской ССР (07.03.1956)[4]
- Народная артистка Узбекской ССР (14.12.1957)[5]
- Народная артистка СССР (18.03.1959)[6]
- Орден «Дустлик» (Узбекистан, 1998)
- Орден «За выдающиеся заслуги» (Узбекистан) (2001)
- Памятный знак «10 летие независимости Узбекистана» (2001)

## Партии
- «Зайнаб и Омон» Б. Зейдмана, Т. Садыкова, Ю. Раджаби, Д. Закирова — Хури
- «Риголетто» Дж. Верди — Джильда
- «Иоланта» П. Чайковского — Иоланта
- «Богема» Дж. Пуччини — Мими
- «Севильский цирюльник» Дж. Россини — Розина
- «Тахир и Зухра» Т. Джалилова и Б. Бровцына — Зухра
- «Дилором» М. Ашрафи — Дилором
- «Лейли и Меджнун» Р. Глиэра и Т. Садыкова — Джамиля
- «Гюльсара» Р. Глиэра и Т. Садыкова — Асаль
- «Проделки Майсары» С. Юдакова — Ойхон
- «Искатели жемчуга» Ж. Бизе — Лейла
- «Травиата» Дж. Верди — Виолетта
- «Свет из мрака» Р. Хамраева — Гюльнар
- «Хамза» С. Бабаева — Санобар
- «Нурхон» К. Яшена — Нурхон
- «Мадам Баттерфляй» Дж. Пуччини — Чио-Чио-сан

## Фильмография
- 1964 — Где ты, моя Зульфия? — вокал

## Память
- Студией «Узбектелефильма» снято два фильма, посвящённые творчеству певицы: «Саодат» и «Поёт Саодат Кабулова» (1991).